# Epthianure tricolore
Epthianura tricolor
Espèce
Synonymes
- Epthianura tricolor assimilis Mathews, 1912[1]
- Epthianura tricolor distincta Mathews, 1912[1]

Statut de conservation UICN

 LC  : Préoccupation mineure
L'Epthianure tricolore (Epthianura tricolor) est une espèce d'oiseaux de la famille des Meliphagidae.

## Systématique
L'espèce Epthianura tricolor a été décrite pour la première fois en 1841 par l'ornithologue britannique John Gould (1804-1881).

## Répartition
Son aire s'étend de manière irrégulière à travers le centre et l'ouest de l'Australie.